# Меньшов Денис Миколайович
Денис Миколайович Меньшов (нар. 25 січня 1978, Орел) — колишній російський професійний шосейний велогонщик. Один з найкращих багатоденників 2000-х років, успішно виступав на гірських етапах, ще вдаліше в гонках з роздільним стартом. Переможець двох із трьох найпрестижніших Гранд-Турів Вуельта Іспанії (2005, 2007) і Джиро д'Італія (2009). Також фінішував другим на Тур де Франс 2010, ставши першим росіянином, якому це вдалося. Пізніше його дискваліфікували від цього змагання, а також Тур де Франс 2009 і 2012 через суперечливі показники біологічного паспорта.

## Життєпис

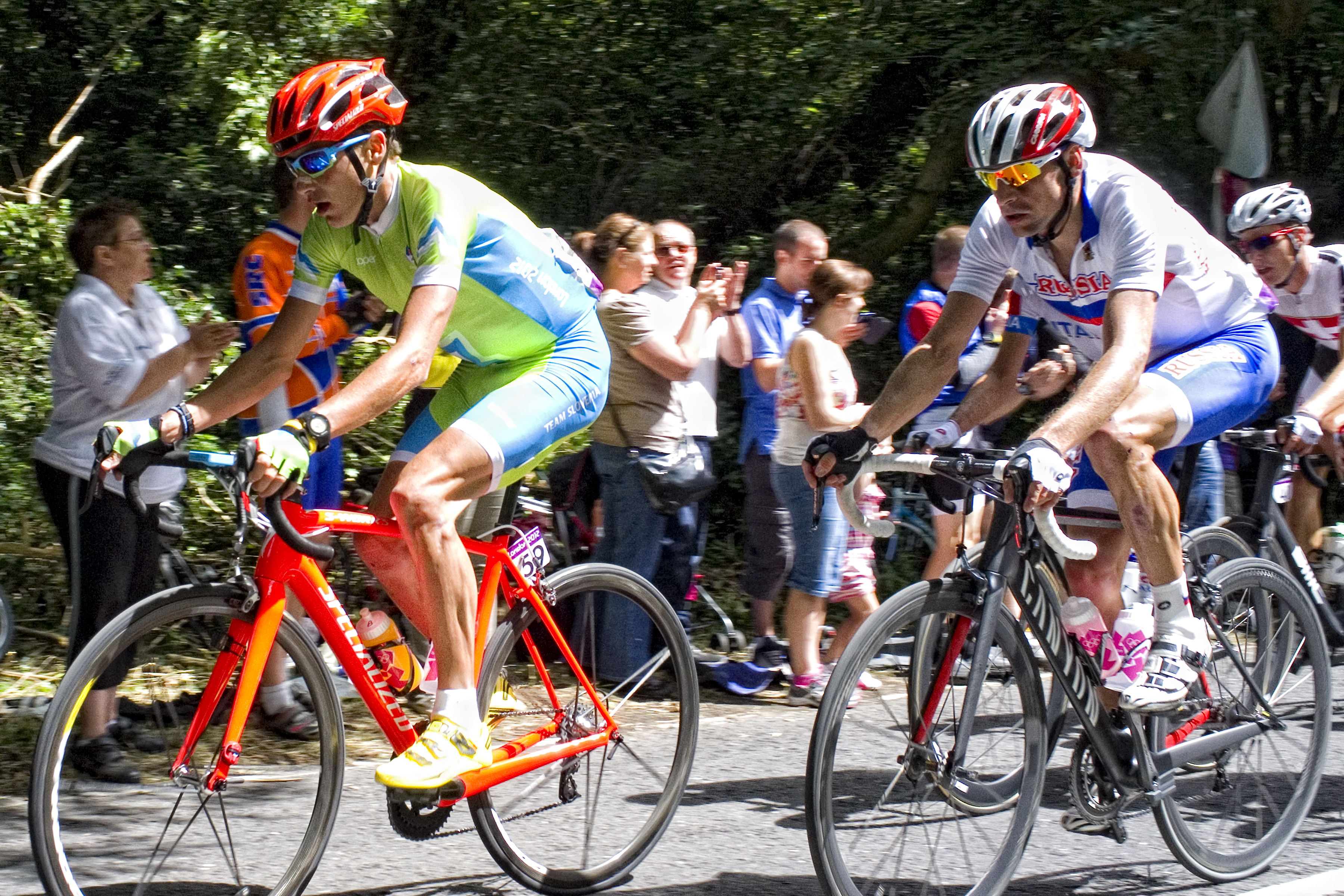
Денис Меньшов під час групової гонки Олімпійських ігор 2012 (у білій майці)

### Початок професійної кар'єри
Меньшов почав свою спортивну кар'єру в Про-турі 2000 року, коли уклав контракт з іспанською командою Banesto. Перший успіх прийшов до нього 2001 року, коли він виграв Тур де л'Авенір (гонка для професійних молодих гонщиків).
Через рік він зміг виграти один етап і стати переможцем гірської класифікації на Дофіне Лібере. 2003 року Меньшов здійснив прорив — посів 11-те місце в генеральній класифікації на Тур де Франс і виграв білу майку найкращого молодого гонщика. 2004 рік був останнім, коли він виступав за Banesto, і, водночас, одним з найкращих у його кар'єрі. Він виграв Тур Країни Басків, етапи Вуельти Арагону і Париж-Ніцца, а також 5-й етап Вуельти Іспанії від Сарагоси до Морельї.

### Перехід у Rabobank
Контракт Меньшова з командою закінчився у вересні 2004 року, тоді він оформив контракт з голландською командою Rabobank на 2 роки. Тут він став капітаном команди, після того, як звідти пішов Леві Лейфеймер. 2005 року Меньшов мав стати одним з фаворитів Тур де Франс, але через простуду він посів лише 85-те місце в генеральній класифікації, і фінішував з відставанням 2 години 35 хвилин від Ленса Армстронга.
Але Меньшов реабілітувався за свою невдачу на Вуельті. Він переміг на першому етапі (гонка з роздільним стартом) і на дев'ятому, і на деякий час став лідером генеральної класифікації. На 15-му етапі він програв боротьбу Роберто Ерасу в горах, і закінчив гонку на 2-му місці в генеральній класифікації. Але Ераса згодом дискваліфікували за вживання допінгу, а Меньшов став офіційним переможцем Вуельти Іспанії 2005. Проте, 2012 року титул повернули Ерасу. 
2006 року Меньшов виграв на Тур де Франс 11-й, складний, гірський етап. Він переміг після спринтерської розв'язки за участю американців Леві Лейфеймера і Флойда Лендіса. У нього були хороші шанси на потрапляння в призери Туру, але через утому він скотився з 3-го на 6-те місце після боротьби в Альпах. Згодом Меньшов перемістився на 5-те місце після дискваліфікації Лендіса.
2007 року Меньшов покинув Тур де Франс на 17-му етапі разом з усією командою, через день після того, як Міхаеля Расмуссена звільнили з команди через підозри в застосуванні допінгу. Того самого року він вдруге зміг виграти Вуельту в генеральній, а також гірській класифікаціях.

#### Тур де Франс-2008
2008 року Меньшов заявив, що не візьме участі у Вуельті, але спробує добре виступити на Тур де Франс. Перед Тур де Франс 2008 Денис Меньшов значився одним з претендентів на загальну перемогу. На перших важливих етапах в Піренеях він не атакував, діяв від оборони, у підсумку перед головними вирішальними етапами в Альпах перебував на 5-й позиції в генеральній класифікації з відставанням 57 секунд від лідера гонки Кедела Еванса.
На першому альпійському, 15-му етапі, після якого повинні були відбутися зміни в загальному заліку, Меньшов, перебуваючи в групі лідерів зі всіма основними конкурентами на загальну перемогу, за 7 кілометрів до фінішу спробував відірватися, але на крутому віражі зазнав падіння. Швидко наздогнавши групу, яка проїхала повз нього, він фінішував на тому етапі 8-м. Після 15-го етапу він піднявся на 4-ту позицію в генеральній класифікації, програючи новому лідеру 38 секунд. Наступного дня він заявив, що вважає головним своїм конкурентом за перемогу Карлоса Састре.
Після дня відпочинку група фаворитів у повному складі дісталася до останнього піку підйому, але Денис, їдучи обережно на узвозі, на фініші своїм колишнім попутникам програв 32 секунди, що відкинуло його на 5-ту позицію (програш 1 хвилина і 13 секунд відносно Франка Шлека).
Перед початком сходження на Альп д'Юез знову всі фаворити трималися разом. За 13 км до фінішу Карлос Састре здійснив атаку, і Денис підтримав його; група наздогнала їх, потім була ще одна атака Састре, Меньшов її підтримав, але тут же провалився у хвіст групи, а потім і зовсім залишився один. Састре пішов у відрив, який нарощував до фінішу, а відставання від Дениса жовтої майки, то досягало 30 секунд, то скорочувалося до 10, але Меньшов, підтримуючи рівний темп, все-таки зміг наздогнати їх. На фініші Денис програв Карлосу 2 хвилини 15 секунд, а з іншими конкурентами приїхав з однаковим часом. У генеральній класифікації Меньшов залишився на 5-му місці, з відставанням 2 хвилини 39 секунд від нової жовтої майки, Састре, хвилина і 5 секунд до Кедела Еванса.
Гори закінчилися, на шляху до Парижа залишилися рівнинні етапи і гонка з роздільним стартом. На 18-му і 19-му етапах, як і передбачалося, змін серед лідерів генеральної класифікації не сталося, всі фаворити приїжджали в одній великій групі. Перед гонкою з роздільним стартом Денис мав високі шанси на потрапляння в призери генеральної класифікації і зберігав ще теоретичні шанси на перемогу. Але в гонці з роздільним стартом Меньшов не зміг багато виграти у своїх конкурентів і залишився 4-м у підсумковому протоколі.

### 2009-2010

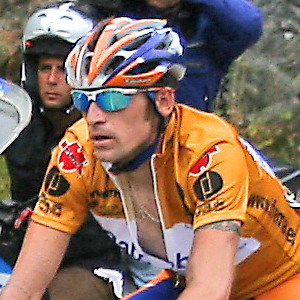
На Тур де Франс 2009

Меньшов виграв Джиро д'Італія 2009, перемігши також на етапах 5 і 12. Попри падіння на останньому кілометрі останнього етапу з роздільним стартом, який пролягав по Риму, Меньшов утримав рожеву майку і збільшив свою перевагу на 21 секунду, вигравши в підсумку 41 секунду в італійця Даніло ді Луки, який посів друге місце. Також на тому змаганні Меньшов переміг в очковій класифікації.
На Тур де Франс 2010 Меньшов приїхав третім у загальній класифікації після того, як на останньому етапі з роздільним стартом обійшов Самуеля Санчеса. Згодом Меньшов перемістився на друге місце, коли Альберто Контадора 6 лютого 2012 року позбавили перемоги через допінг.

### Geox-TMC (2011)
Пізніше 2010 року Меньшов перейшов у команду Geox-TMC, як спільний лідер команди з Карлосом Састре. На місці лідера Rabobank його замінив Роберт Гесінк. У складі Geox Меньшов посів 8-ме місце в генеральній класифікації Джиро д'Італія 2011. Команду не запросили на Тур де Франс, що стало ударом для Меньшова, якого вважали одним з фаворитів. Завершив на 5-му місці Вуельту Іспанії 2011, допомігши партнерові по команді Хуанові Хосе Кобо виграти змагання.

### Katusha (2012–2013)
Наприкінці 2011 року Меньшов перейшов у російську команду Katusha на сезон 2012. Того року він зосередився на підготовці до Тур де Франс 2012, хоча й був виснажений падіннями. Також він віграв гонку з роздільним стартом на чемпіонаті Росії. Тур де Франс 2012 він розпочав дуже добре. посівши 8-ме місце на пролозі, але через проблеми зі здоров'ям посів лише 15-те місце в генеральній класифікації. На Олімпійських іграх 2012 він представляв збірну Росії як у груповій гонці так і в гонці з роздільним стартом. Після Олімпійських ігор Меньшов узяв участь у Вуельті Іспанії, де виграв передостанній етап, перемігши в спринті Річі Порта.

### Завершення кар'єри
Через рецидив травми правого коліна в квітні 2013 року не зміг продовжити весняну частину сезону. 20 травня 2013 року заявив про завершення професійної кар'єри. 12 липня 2014 року стало відомо про те, що Меньшов дискваліфікований на два роки — до 9 квітня 2015 року — через аномальні відхилення в показаннях біологічного паспорта на Тур де Франс у 2009, 2010 і 2012 роках.

## Кар'єрні досягнення

### Основні результати
1997
1-й Volta a Lleida
2001
1-й  Тур де л'Авенір
2002
1-й на етапі 2 Крітеріум ду Дофіне Лібере
2003
1-й Clásica a los Puertos de Guadarrama
1-й  Класифікація молодих гонщиків Тур де Франс
2004
1-й  Тур Країни Басків
1-й на етапі 4
1-й на етапі 5 Вуельта Іспанії
1-й на етапі 6 Париж — Ніцца
1-й на етапі 1 Вуельта Арагону
2005
2-й — Вуельта Іспанії
1-й  Комбінована класифікація
1-й на етапах 1 і 9
3-й — Тур Романдії
2006
5-й — Тур де Франс
1-й на етапі 11
6-й — Крітеріум ду Дофіне Лібере
1-й на етапі 4
2007
1-й  Вуельта Іспанії
1-й  Гірська класифікація
1-й  Комбінована класифікація
1-й на етапі 10
2-й — Вольта Каталунії
1-й  Очкова класифікація
1-й на етапі 5
2008
3-й — Тур де Франс
4-й — Тур Романдії
5-й — Джиро д'Італія
5-й — Вуельта Кастилія-і-Леону
6-й Класика Сан-Себастьяна
2009
1-й  Джиро д'Італія
1-й  Очкова класифікація
1-й на етапах 5 і 12
1-й — Вуельта Мурсії
2010
2-й — Тур Романдії
2-й — Вуельта Мурсії
2-й — Тур де Франс
2011
2-й — Вуельта Мурсії
1-й на етапі 2
5-й — Вуельта Іспанії
5-й — Тур Австрії
7-й — Джиро д'Італія
2012
1-й  Гонка з роздільним стартом, чемпіонат Росії
1-й на етапі 20 Вуельта Іспанії
4-й — Вуельта Андалусії
2013
4-й — Вольта Алгарві
8-й Гран-прі міста Камайоре

### Результати в генеральній класифікації Гранд-туру
| Гранд-тур       | 2001 | 2002 | 2003 | 2004 | 2005 | 2006 | 2007 | 2008 | 2009 | 2010 | 2011 | 2012 |
| --------------- | ---- | ---- | ---- | ---- | ---- | ---- | ---- | ---- | ---- | ---- | ---- | ---- |
| Джиро д'Італія  | —    | —    | —    | —    | —    | —    | —    | 5    | 1    | —    | 7    | —    |
| Тур де Франс    | 47   | 93   | 11   | DNF  | 85   | 5    | DNF  | 3    | 51   | 2    | —    | 15   |
| Вуельта Іспанії | —    | —    | —    | DNF  | 2    | DNF  | 1    | —    | —    | 41   | 5    | 54   |

| —   | Не брав участі |
| DNF | Не фінішував   |

DSQ = Дискваліфікований